# Hochschule Mainz
Die Hochschule Mainz – University of Applied Sciences ist eine Hochschule für Angewandte Wissenschaften (HAW) des Landes Rheinland-Pfalz. Bis 2017 war der Name Fachhochschule Mainz. Sie ist mit der Johannes Gutenberg-Universität und der Katholischen Hochschule eine der drei öffentlichen Hochschulen in der Landeshauptstadt Mainz. Die Hochschule Mainz verteilt sich auf fünf Standorte. Sie kooperiert im Rahmen des berufs- und ausbildungsintegrierenden Studienangebotes mit mehr als 600 Unternehmen und unterhält weltweit zu rund 150 Universitäten partnerschaftliche Beziehungen mit speziellen Austauschprogrammen.
Das Studienangebot umfasst Bachelor- und Master-Studiengänge in klassischer Form (Vollzeit) sowie als dual bzw. berufsintegrierende Studiengänge in Teilzeit. Außerdem bietet die Hochschule zahlreiche Weiterbildungsmaster-Studiengänge für Berufstätige an.
Im Wintersemester 2024/25 waren 5.410 Studierende an der Hochschule Mainz eingeschrieben. Rund drei Viertel der Studierenden absolvieren ein Bachelor-Studium. Etwa ein Viertel sind Masterstudierende.
Seit März 2020 ist Susanne Weissman Präsidentin der Hochschule Mainz.

## Geschichte
Die Hochschule Mainz steht grundlegend in der langen Tradition zweier Lehranstalten im ehemaligen Großherzogtum Hessen:
- zum einen der 1841 in Mainz gegründeten Handwerker-Zeichenschule (1894 umbenannt in Kunst- und Gewerbeschule, 1933 umbenannt in Staatsschule für Kunst und Handwerk, 1939 aufgelöst), deren Ursprung in der 1757 gegründeten kurfürstlichen Maler- und Bildhauerakademie liegt,
- zum anderen der 1876 in Darmstadt gegründeten Großherzoglichen Landesbaugewerkschule, die 1933 in Staatsbauschule umbenannt und 1936 als Adolf-Hitler-Bauschule samt Lehrpersonal nach Mainz verlegt wurde. Im Februar 1945 wurde das Gebäude der Adolf-Hitler-Bauschule bei einem Luftangriff zerstört.[2]

Nach dem Zweiten Weltkrieg wurde am 3. Oktober 1946 im Auditorium Maximum der Johannes Gutenberg-Universität Mainz feierlich die Staatsbauschule und Landeskunstschule neu eröffnet. Seit 1955 wurde die Staatsbau- und Landeskunstschule mit ihren zwei Hauptabteilungen in dem Neubau Holzstraße 36 untergebracht. 1957 erfolgte die Umbenennung der Staatsbauschule in Staatliche Ingenieurschule für Bau- und Vermessungswesen Mainz, 1959 die Umbenennung der Landeskunstschule in Staatliche Werkkunstschule Mainz. 1963 wurden die Erweiterungsbauten und neue Einrichtungen am Standort Holzstraße bezogen.
Mit den Wirtschaftswissenschaften entwickelte sich Ende der 1960er Jahre ein weiterer Ausbildungszweig; 1964 nahm die Höhere Wirtschaftsfachschule für die Region Rheinhessen den Betrieb auf. Der Grundstein für die Fachhochschule des Landes Rheinland-Pfalz wurde am 1. Juni 1970 mit der Verabschiedung des Fachhochschulgesetzes gelegt. 1971 wurde die Staatliche Ingenieurschule und Werkkunstschule Mainz in die Fachhochschule Rheinland-Pfalz überführt.
Am 1. September 1996 trat das neue Fachhochschulgesetz in Kraft, das die Aufteilung der Fachhochschule Rheinland-Pfalz in sieben eigenständige Hochschulen regelte. Die Fachhochschule Mainz wurde 1996 als eigenständige Institution mit drei Fachbereichen (Fachbereich Technik, Fachbereich Gestaltung, Fachbereich Wirtschaft) neu gegründet.
Am 1. September 2014 änderte die Fachhochschule Mainz ihren Namen in Hochschule Mainz. Sie besitzt weiterhin den Status einer Fachhochschule.

## Lehre und Forschung

### Fachbereiche und Studienangebot
Das Studienangebot gliedert sich in die drei Fachbereiche:
- Fachbereich Technik: Angewandte Informatik, Architektur, Bauingenieurwesen, Bau- und Immobilienmanagement/Facilities Management, Wirtschaftsingenieurwesen (Bau) sowie Angewandte Informatik und Geodäsie.
- Fachbereich Gestaltung: Kommunikationsdesign, Innenarchitektur, Mediendesign/Zeitbasierte Medien
- Fachbereich Wirtschaft: Betriebswirtschaftslehre, International Business, IT-Management, Wirtschaftsrecht, Wirtschaftsinformatik, Digital Media

### Forschung und Technologietransfer
An der Hochschule Mainz wird Forschung in den Fachbereichen Technik, Gestaltung, Wirtschaft gebündelt.
Zentrale Schwerpunkte im Forschungsprofil sind vier Profilbereiche sowie ein Potenzialbereich.
Profilbereiche
- „Raumbezogene Informations- und Messtechnik“
- „Digitales Kulturerbe, Medien und Design“
- „Digital Innovation & Entrepreneurship“
- „Nachhaltige Materialien und Strukturen“

Potenzialbereich
- „KI und Robotik“

Dabei setzt die Hochschule Mainz auf Interdisziplinarität, gezielte Zusammenführung einzeln agierender Forschungsbereiche sowie enge Verzahnung von Forschung und Lehre.
Angewandte Forschungsprojekte werden in Zusammenarbeit mit Kooperationspartnern aus Wissenschaft, Wirtschaft sowie öffentlichen Einrichtungen durchgeführt. Das reicht von praxisbezogenen Abschlussarbeiten, Promotionsarbeiten bis zu Drittmittelprojekten in Forschung und Entwicklung.
Innerhalb Fachbereiche und der Forschungsschwerpunkte sind acht Forschungsinstitute und weiteren Arbeitsschwerpunkte aktiv.
Institute:
- i3mainz – Institut für Raumbezogene Informations- und Messtechnik
- iS-mainz – Institute for Innovative Structures
- AI MAINZ – Architekturinstitut der Hochschule Mainz
- idg – Institut Designlabor Gutenberg
- img – Institut für Mediengestaltung
- ifams – Institut für angewandtes Management in der Sozialwissenschaft
- iuh – Institut für unternehmerisches Handeln
- IREC – Institute of Real Estate and Construction Management

Arbeitsschwerpunkte:
- Amtliche Baustoffprüfstelle
- Lichtlabor
- Forschungsgruppe Kommunal- und Umweltwirtschaft
- Forschungsgruppe Wirtschaftsinformatik
- Marktforschungslabor
- Virtuelles Studio

### Allianzen / Kooperationen
Die Hochschule ist seit 2008 Mitglied der Mainzer Wissenschaftsallianz. 2015 hat die Hochschule Mainz zusammen mit fünf weiteren wissenschaftlichen Einrichtungen das Mainzer Zentrum für Digitalität in den Geistes- und Kulturwissenschaften (mainzed) gegründet.
Die Hochschule ist Partnerin der Fraunhofer-Allianz Vision, ein Zusammenschluss von Einrichtungen der Fraunhofer-Gesellschaft zum Thema Bildverarbeitung und maschinelles Sehen.
Für Fragen zur Kooperation zwischen Wissenschaft und Wirtschaft steht zusätzlich die Abteilung Forschung und Transfer als Ansprechpartnerin zur Verfügung.

## Standorte
Die Hochschule Mainz verteilt sich auf fünf Standorte:

Hochschule Mainz, Standort Holzstraße

Hochschule Mainz, Standort Wallstraße

Standort Campus Lucy-Hillebrand-Straße 2 49° 59′ 3″ N, 8° 13′ 42″ O
- Fachbereich Wirtschaft
  - iuh – Institut für Unternehmerisches Handeln
  - IFAMS – Institut für angewandtes Management in der Sozialwirtschaft
- Fachbereich Technik – Lehreinheit Angewandte Informatik und Geodäsie
  - i3mainz – Institut für Raumbezogene Informations- und Messtechnik
- Zentrale Verwaltung

Standort Holzstraße 36 49° 59′ 50″ N, 8° 16′ 45″ O
- Fachbereich Technik – Lehreinheiten Architektur und Bauingenieurwesen
  - AI MAINZ – Architekturinstitut der Hochschule Mainz
  - iS-mainz – Institute of Innovative Structures
- Fachbereich Gestaltung – Lehreinheiten Innenarchitektur und Kommunikationsdesign
  - Designlabor Gutenberg

Standort Wallstraße 11
- Fachbereich Gestaltung – Lehreinheit Mediendesign/Zeitbasierte Medien
  - img – Institut für Mediengestaltung

Standort Holzhofstraße 8 (z. T. Studiengang Kommunikationsdesign, z. T. Studiengang Architektur, z. T. Studiengang Innenarchitektur)
Standort Rheinstraße (Mastergebäude der Lehreinheiten Innenarchitektur, Kommunikationsdesign)
Standort LUX Pavillon

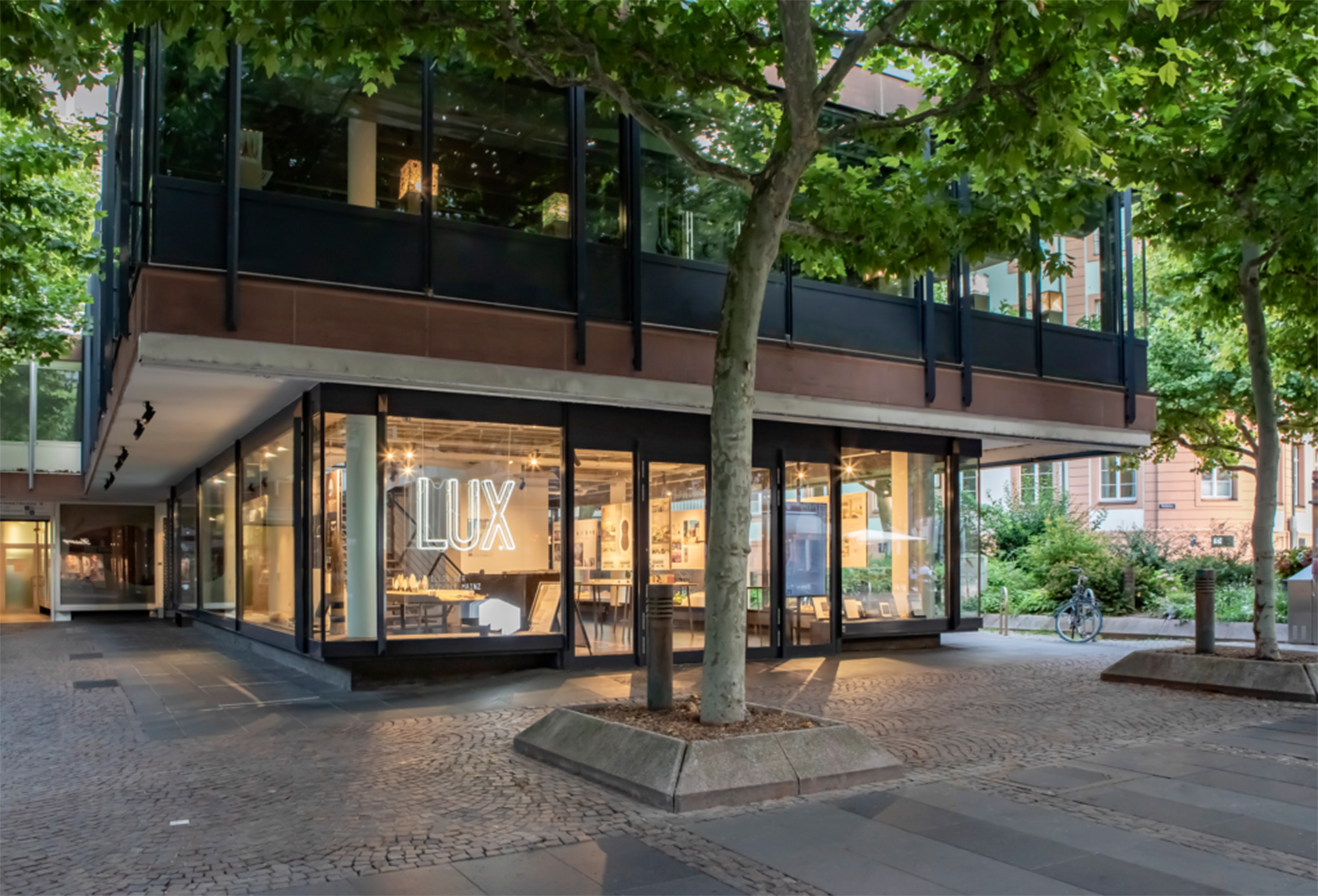
LUX Pavillon, Ludwigsstraße Mainz

Der LUX Pavillon ist eine Ausstellungshalle der Hochschule Mainz in der Ludwigsstraße, Mainz-Altstadt. Der LUX Pavillon gibt Einblicke in Lehre, Forschung und Transfer der drei Fachbereiche der Hochschule Mainz: Gestaltung, Technik und Wirtschaft. Hier finden bspw. regelmäßig Ausstellungen von Abschlussarbeiten, aber auch Workshops und Tagungen statt. Der LUX Pavillon steht allen Bürgerinnen und Bürgern sowie allen Interessierten kostenlos offen.

## Bauliche Entwicklung
Aufgrund der Verteilung der Hochschule Mainz auf mehrere, weit über das Stadtgebiet verstreute Standorte, ist vom Land Rheinland-Pfalz seit längerem ein Neubau angestrebt worden.
Zum Sommersemester 2009 haben die Zentrale Verwaltung, der Fachbereich Wirtschaft, die Lehreinheit Geoinformatik und Vermessung sowie das Institut für Raumbezogene Informations- und Messtechnik (i3mainz) den seit langem projektierten Neubau-Komplex in der Lucy-Hillebrand-Straße bezogen.
Der neue Standort (49° 59′ 3″ N, 8° 13′ 42″ O) liegt weit im Westen der Stadt, von der Johannes Gutenberg-Universität durch die Koblenzer Straße getrennt. In direkter Nachbarschaft befindet sich ein Wohnheim („K 3“) für 500 Studierende. Die Standorte Holzstraße und Wallstraße werden vorerst weiter bestehen bleiben.
Insgesamt wird der Neubau der Hochschule Mainz sowohl bei den Studierenden, wie auch dem Lehrpersonal, positiv aufgenommen. Es gibt jedoch auch Kritik. So stammt das Raumprogramm des ersten Bauabschnitts aus den 1990er Jahren. Bereits mit der heutigen Studierendenzahl ist der neue Bauabschnitt voll ausgelastet. Gerhard Muth, von November 2006 bis Februar 2020 Präsident der Hochschule Mainz, nannte deshalb die Überarbeitung des zweiten Bauabschnitts als einen Schwerpunkt seiner Amtszeit.
Im Juni 2020 wurde der erste Spatenstich für den zweiten Bauabschnitt der Hochschule gemeinsam mit dem scheidenden Präsidenten Gerhard Muth und seiner Nachfolgerin Präsidentin Susanne Weissman gefeiert. Der zweite Bauabschnitt soll im Jahr 2026 bezogen werden.